# Avant-verlag
Der avant-verlag aus Berlin veröffentlicht seit 2001 Comics und Graphic Novels überwiegend europäischer Künstler.

## Der Verlag
Gründer Johann Ulrich (* 1965) startete seinen eigenen Verlag nach einem Besuch der Frankfurter Buchmesse. Viele der dort vorgestellten Autorencomics aus dem Ausland wurden in Deutschland bisher nicht veröffentlicht.
Zum Verlagsprogramm gehören Comic-Romane, Künstlerbiografien und literarische Comics europäischer Künstler, dabei bilden Eigenproduktionen deutscher Autoren ein festes Standbein.

## Autoren (Auswahl)
- Antonio Altarriba
- Paolo Bacilieri
- Julia Bernhard
- Blutch
- Guido Crepax
- David B.
- Philippe Druillet
- Hamed Eshrat
- Jan Feindt
- Manuele Fior
- Gipi
- Golo
- Simon Hanselmann
- Igort
- Ulli Lust
- Marijpol
- Antonio Hernández Palacios
- Mikaël Ross
- Simon Schwartz
- Joann Sfar
- Liv Strömquist
- Peter van Dongen
- Birgit Weyhe
- Winshluss
- Zerocalcare

## Auszeichnungen (Auswahl)
2016 wurde der Verlag mit dem Spezialpreis der Jury des Max-und-Moritz-Preises für die Verdienste um die Pflege des kulturellen Erbes geehrt. 2020 und 2021 erhielt der Verlag den Deutschen Verlagspreis. Im Jahr 2022 wurde der Verlag mit dem Großen Berliner Verlagspreis ausgezeichnet, dotiert mit einem Preisgeld von 35.000 Euro. Die Preisbegründung sprach von „erkennbare(r) Lust an der Innovation und dem Kreativen, die Auswahl der Titel, die langjährige Zusammenarbeit mit Autor:innen“.
Zu den ausgezeichneten Werken des Verlags gehört Heute ist der letzte Tag vom Rest deines Lebens (2009) von Ulli Lust, welcher unter anderem mit dem Max-und-Moritz-Preis ausgezeichnet wurde. Auch Packeis (2012) von Simon Schwartz, Madgermanes (2016) von Birgit Weyhe, Der Umfall (2018) von Mikaël Ross und Wie gut, dass wir darüber geredet haben (2019) von Julia Bernhard wurden mit dem Max-und-Moritz-Preis geehrt. Diverse weitere Werke des Verlags wurden mit dem Rudolph-Dirks-Award oder dem ICOM Independent Comic Preis ausgezeichnet.